# Chemins de fer de l'État de la république de Turquie
Les chemins de fer de l'État de la république turque (en turc : Türkiye Cumhuriyeti Devlet Demiryolları ; TCDD) est l'entreprise publique turque de transport ferroviaire.

## Matériel

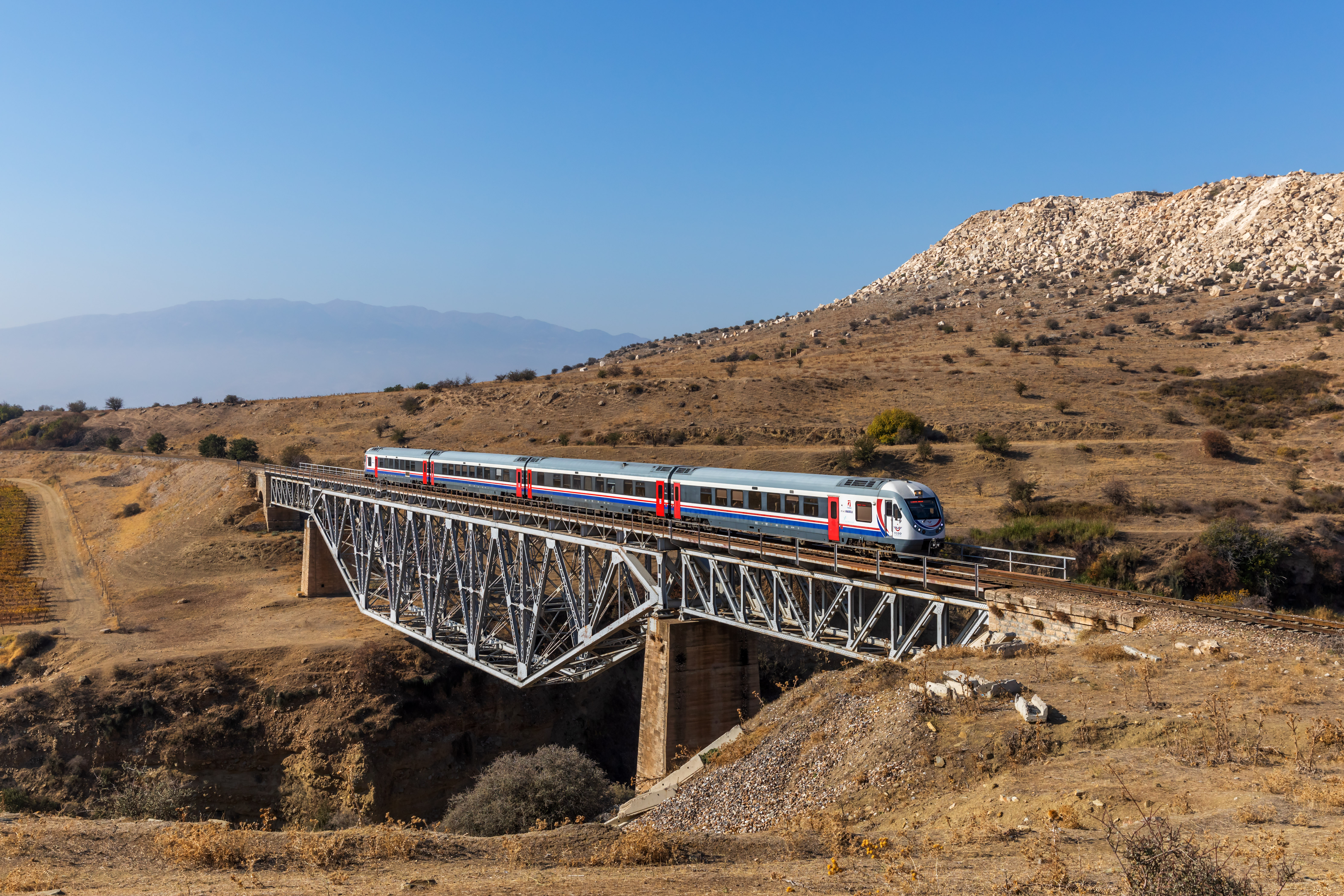
Un train de voyageurs des chemins de fer de l'État sur la ligne Basmane-Uşak Bölgesel Treni de la gare de Basmane à Izmir jusqu'à Uşak.